# Elda Peralta
Pour les articles homonymes, voir Peralta.
Elda Peralta, née le 28 janvier 1932 à Hermosillo (Sonora) et morte le 15 mai 2024 à Mexico, est une actrice mexicaine de cinéma et de télévision des années 1950 et 1960.

## Filmographie

### Cinéma
- 1947 : Cinco rostros de mujer de Gilberto Martinez Solares : la complice d'Ivonne
- 1947 : Soledad de Miguel Zacarias : une amie d'Evangelina
- 1949 : El charro del Cristo de René Cardona : Julia
- 1949 : Hipócrita..! de Miguel Morayta : Teresa
- 1950 : La negra Angustias de Matilde Landeta : la petite amie de l'ingénieur
- 1950 : El pecado de quererte de Fernando Cortés : Matilde
- 1950 : Inmaculada de Julio Bracho : Guillermina Perea
- 1950 : Nosotras las taquígrafas d'Emilio Gómez Muriel : Lupe
- 1951 : Flor de sangre de Zacarías Gómez Urquiza
- 1951 : El grito de la carne de Fernando Soler : Lupe
- 1951 : Trotacalles de Matilde Landeta : Maria
- 1951 : Crimen y castigo de Fernando de Fuentes : Maria
- 1951 : Cárcel de mujeres de Miguel M. Delgado : la prisonnière
- 1951 : Salón de belleza de José Díaz Morales : Socorra
- 1952 : Necesito dinero de Miguel Zacarías : Emma
- 1952 : Sangre en el barrio d'Adolfo Fernández Bustamante : Lucila
- 1952 : Une femme sans amour (Una mujer sin amor) de Luis Buñuel : Luisa
- 1952 : La hija del ministro de Fernando Méndez : Lourdes
- 1952 : Apasionada d'Alfredo B. Crevenna : Gloria Zavaleta
- 1953 : Acuérdate de vivir de Roberto Gavaldón : Marta
- 1953 : Mi adorada Clementina de Rafael Baledón : Norma
- 1953 : Un divorcio d'Emilio Gómez Muriel : Berta
- 1954 : La calle de los amores de Raphael J. Sevilla : Marta Velarde
- 1954 : Chucho el Roto de Miguel M. Delgado : Matilde de Frizac
- 1955 : Pobre huerfanita de Gilberto Martínez Solares : Leonor
- 1955 : Pecado mortal de Miguel M. Delgado : Julia Falcon
- 1955 : Música, espuelas y amor de Ramón Peón : Alicia
- 1955 : El rayo justiciero de Jaime Salvador : Corina del Mar
- 1955 : El gavilán vengador de Jaime Salvador : Carmela
- 1956 : El rey de México de Rafael Baledón : Elda Negri
- 1957 : Legítima defensa de Zacarías Gómez Urquiza : Hortensia
- 1957 : La pantera negra de Jaime Salvador : Rosita Morales
- 1958 : Aquí está Heraclio Bernal de Roberto Gavaldón : Ana Maria
- 1958 : El diario de mi madre de Roberto Rodríguez : Patricia
- 1958 : El Águila negra vs. los diablos de la pradera de Ramón Peón : Sofia
- 1958 : Maratón de baile de René Cardona : Susana
- 1959 : El derecho a la vida de Mauricio de la Serna : Sara
- 1959 : Qué noche aquella d'Íñigo de Martino
- 1959 : Bendito entre las mujeres de Miguel M. Delgado : Candida
- 1960 : Dos gallos en palenque de Rafael Baledón : Condessa Sofia de Montescue
- 1960 : Cuando Viva Villa..! es la muerte d'Ismael Rodriguez : Senorita Cecilia
- 1960 : El esqueleto de la señora Morales de Rogelio A. González : Senorita Castro
- 1965 : En este pueblo no hay ladrones d'Alberto Isaac
- 1966 : Cuernavaca en primavera (segment El bombón) de Julio Bracho

### Télévision
- 1967 : Rocambole (série TV)